# SpVgg Erkenschwick
Spielvereinigung 1916 Erkenschwick e.V. é uma agremiação alemã, fundada a 9 de junho de 1916, sediada em Oer-Erkenschwick, na Renânia do Norte-Vestfália.

## História

Logos dos antecessores

Criado como Sportverein Erkenschwick, em 1916, se uniu ao Emscher-Lippe-Spielverband para formar a Sportfreunde Erkenschwick, em 1918, o qual se fundiu com o Turn- und Leichtathletikverein TV Erkenschwick, em 1921, para dar vida à sociedade TuS 09 Erkenschwick.
Entre 1943 e 1953 jogou em alto nível, antes do advento da Gauliga Westfalen, até o fim da Segunda Guerra Mundial. Posteriormente integrou a Oberliga West (I) no imediato pós-guerra.
Nas décadas de 1970, 1980 e 1990, o Erkenschwick disputou, em geral, a terceira divisão, exceto nas temporadas 1974-1975, 1975-1976 e 1980-1981 em que integrou a 2. Bundesliga. Em 2000, contudo, desceu para a quarta e depois quinta série, para ser posteriormente rebaixado à Verbandsliga Westfalen (VI).

## Títulos
- Verbandsliga Westfalen Nordost (IV): 1965, 1967, 1968;
- Verbandsliga Westfalen (III): 1980, 1987;
- Verbandsliga Westfalen Südwest (V): 2004;